# Kalpa Sutra

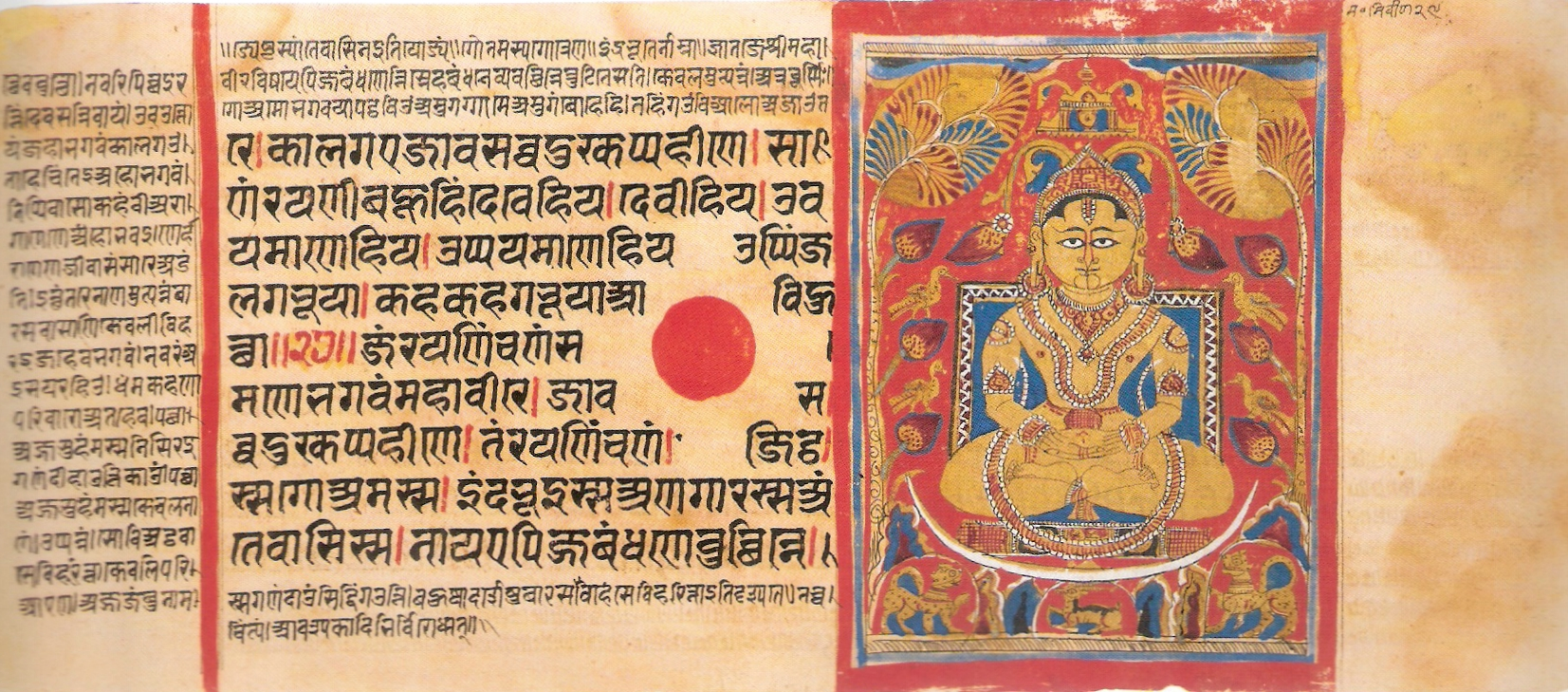
Une page du Sutra Kalpa.

Le Kalpa Sūtra est un texte considéré comme sacré dans le jaïnisme. Rattaché à la branche shvetambara, ce sutra décrit la vie du Maître éveillé le plus renommé, le Tirthankara Mahâvîra ainsi que de ses prédécesseurs, mais aussi de ses disciples; il aurait été écrit par Bhadrabahu. Des rituels et des prières sont aussi contenus dans ce livre. La vie au temps du roi Siddhârta le père de Mahâvîra est contée ainsi que des pratiques d'astrologie comme de médecine. Le Kalpa Sutra aurait été composé quelques siècle avant Jésus Christ, (au Ve ou IIIe siècle). Pour certains événements religieux, aujourd'hui, des parties de ce livre sont récitées par des moines jaïns shvetambaras.